# Държавен архив – Велико Търново
Държавен архив – Велико Търново е отдел в дирекция „Регионален държавен архив“ – Велико Търново.

## Дейност
В него се осъществява подбор, комплектуване, регистриране, обработване, съхраняване и предоставяне за използване на определените за постоянно запазване документи на областната администрация, на общините на територията на Великотърновска област, на териториалните структури на държавните органи и на други държавни и общински институции, организации и значими личности от местно значение, както и научно-методическото ръководство и контрол на организацията на работата с документите в деловодствата и учрежденските архиви, тяхното опазване и използване.
Към архива функционират читалня, библиотека, лаборатория за консервация и реставрация на документи. В научно-справочната библиотека са заведени 3397 тома специализирана литература по история, архивистика и други области на науката, речници, енциклопедии, справочници, пътеводители, каталози, документални сборници, периодични издания.

## История
Архивът е създаден през април 1952 г. на основание на Указ № 515 на Президиума на Народното събрание и ПМС № 344 от 18.04.1952 г. От 1961 г. е на административно подчинение на Окръжен народен съвет – Търново, а от 1988 г. е в структурата на Община Велико Търново. През 1992 г. преминава на пряко административно подчинение на Главно управление на архивите при Министерски съвет. От 1978 г. получава статут на дирекция, а през 2010 г. е преструктуриран в отдел.
От 1952 г. архивът се помещава в сграда, намираща се в близост до пл. „Майка България“. От юни 1965 г. архивът се премества в самостоятелна сграда на ул. „Силвестър“, известна под наименованието „Дебоя“. Според разчетения турски надпис над входната врата на сградата, е построена през 1870 – 1871 г. по нареждане на султан Абдул Азис за депо-арсенал за документи на целия Дунавски вилает. През 1994 г. архивът се премества за трети път в друга адаптирана за специфичните му дейности сграда в непосредствена близост до старата – на ул. „Читалищна“ № 2, където се помещава и понастоящем.

## Фонд
През 1952 г. са комплектувани първите 14 фонда с 2535 архивни единици. След промените в административно-териториалното деление на страната през 1959 г. са отчислени 100 фонда и са предадени на новосъздадените архиви в Габрово, Ловеч и Сливен. През 1993 г. е приет фондовият масив на ОК на БКП, възлизащ на 944 фонда с 32 550 архивни единици.
Фондовата наличност на архива към 1 януари 2017 г. възлиза на 2367,64 линейни метра, 3703 архивни фонда (2603 учрежденски, 156 лични, 943 от бившия Партиен архиви) с общ брой 218 494 архивни единици, 536 частични постъпления и 1687 спомена, уникални документи – 17, особено ценни – 29.Застрахователният фонд се състои от 304 030 кадъра.

## Ръководители
През годините ръководители на архива са:
- Кирил Ненов Пенов (1952 – 1953)
- Стойчо Дончев Стойчев (1954 – 1981)
- Стефан Матеев Градинаров (1982 – 2005)
- Ивелина Стефанова Караилиева (2006 – 2010)
- Боряна Маринова (2010 – )

## Отличия и награди
Архивът е награден с Указ № 1573 през 1976 г. на Държавен съвет на Народна република България с орден „Кирил и Методий“ – III степен за добра организаторска и събирателска дейност.